# كيفن موليغان
كيفن موليغان (بالإنجليزية: Kevin Mulligan)‏ هو فيلسوف بريطاني، ولد في 23 يونيو 1951 في Shifnal ‏ في المملكة المتحدة.